# Bloch MB.210
El  Bloch MB.210 fue un bombardero medio. El MB.210 y MB.211 fueron los sucesores del bombardero original Bloch MB.200 construido por Société des Avions Marcel Bloch en la década de 1930.

## Desarrollo
El MB.210 derivó del MB.200, distinguiéndose de su predecesor principalmente por sus alas cantilever insertadas en la parte baja del fuselaje y por su tren de aterrizaje retráctil, frente al fijo del M.B.200.
Desarrollado privadamente, el prototipo MB.210 efectuó su primer vuelo el 23 de noviembre de 1934, propulsado por dos motores radiales enfriados por aire Gnome et Rhône 14Kdrs/Kgrs de 596 kW y teniendo un tren de aterrizaje fijo. A este le siguió un segundo prototipo, el MB.211 Verdun, propulsado por dos Hispano-Suiza 12Y V-12 enfriados por líquido de 641 kW y equipado con un tren de aterrizaje retráctil, volando el 29 de agosto de 1935. Las pruebas de vuelo iniciales de esta versión fueron ligeramente decepcionantes, por lo que no se produjeron más ejemplares. Sin embargo, los posteriores progresos del MB.210 convencieron al Ejército del Aire de Francia para ordenar su producción en serie, con su primer ejemplar volando el 12 de diciembre de 1936.
La satisfacción no duró mucho, ya que el bombardero tenía poca potencia y los motores de los aviones de serie tendían a sobrecalentarse. El avión se quedó en tierra hasta que sus motores pudiesen ser reemplazados por los Gnome-Rhône 14N más potentes y fiables, que fueron probados en el verano de 1937 y reemplazaron a los anteriores. En total se fabricaron 257 bombarderos entre diversas empresas aeronáuticas en Les Mureaux tales como Potez-CAMS, Breguet, Hanriot y Renault.

## Historial de combate
En septiembre de 1939, el Bloch MB.210 equipaba a 12 unidades de bombardeo del Armee d'Air. Al momento de la invasión alemana en la primavera de 1940, estos escuadrones se encontraban en plena reestructuración a fin de retirar los aviones obsoletos de la primera línea. Hasta el armisticio del 25 de junio del mismo año, el MB.210 aún fue empleado para misiones de bombardeo nocturno y reubicado en el norte de África.

## Versiones
MB.210.01
Primer prototipo, propulsado por dos motores radiales enfriados por aire Gnome-Rhône 14Kdrs/Kgrs de 596 kW (800 hp)
MB.210Bn.4
Versión de serie inicial, propulsada por dos motores radiales Gnome et Rhône 14N-10/14N-11
MB.210Bn.5
Variante construía por Hanriot, con un tripulante adicional
MB.210H
Hidroavión propulsado por dos motores Gnome-Rhône 14Kirs
MB.211.01
Prototipo equipado con dos motores V-12 Hispano-Suiza 12Y de 641 kW (860 hp)
MB.212
proyecto
MB.218
proyecto

## Operadores
Francia
- Armee d'Air
- Aéronautique navale

 Rumaníarecibió 10 de los 24 solicitados.
 República Española
- Las Fuerzas Aéreas de la República Española recibieron al menos tres[6] aviones.[7]

 III Reich
- Luftwaffe: usó algunos aparatos para entrenamiento tras la ocupación de Francia

 Bulgariarecibió seis aviones procedentes de Alemania.

## Especificaciones técnicas
Referencia datos: War Planes of the Second World War: Volume Seven

### Características generales
- Tripulación: 5
- Longitud: 18,8 m (61,8 ft)
- Envergadura: 22,8 m (74,9 ft)
- Altura: 6,7 m (22 ft)
- Superficie alar: 62,5 m² (672,8 ft²)
- Peso vacío: 6413 kg (14 134,3 lb)
- Peso cargado: 9720 kg (21 422,9 lb)
- Peso máximo al despegue: 10 221 kg (22 527,1 lb)
- Planta motriz: 2× radial de 14 cilindros en doble fila refrigerado por aire Gnome-Rhône 14N-10/11.
  - Potencia: 660 kW (910 HP; 897 CV) cada uno.

### Rendimiento
- Velocidad máxima operativa (Vno): 322 km/h (200 MPH; 174 kt)
- Velocidad crucero (Vc): 240 km/h (149 MPH; 130 kt)
- Radio de acción: 1700 m (5577 ft)
- Techo de vuelo: 9900 m (32 480 ft)
- Régimen de ascenso: 5,5 m/s (1083 ft/min)

### Armamento
- Armas de proyectiles: 3 x ametralladoras MAC 1934 de 7,5 mm (en la torreta frontal, dorsal y ventral)
- Bombas: 1.600 kg de bombas